# Amt West-Rügen
Im Amt West-Rügen mit Sitz in der Gemeinde Samtens sind elf Gemeinden zur Erledigung ihrer Verwaltungsgeschäfte zusammengeschlossen. Namensgeber ist die Lage auf der Insel Rügen im Landkreis Vorpommern-Rügen in Mecklenburg-Vorpommern (Deutschland).

## Beschreibung
Am 1. Januar 2005 wurde das Amt West-Rügen aus den ehemaligen Ämtern Gingst und Südwest-Rügen sowie der vormals amtsfreien Gemeinde Insel Hiddensee neu gebildet.
Das Amtsgebiet umfasst, von der Mitte Rügens ausgehend, mehrere Halbinseln, die nach Westen, Nordwesten und Norden auslegen. Diese Ausläufer sind nur durch schmale Meerengen von den Halbinseln Bug und Wittow sowie von der Fährinsel (Vorinsel Hiddensees) getrennt. Zum Amt gehören weiterhin die Inseln Hiddensee, Ummanz sowie die kleineren Inseln Heuwiese, Liebitz, Öhe und die Fährinsel. Das Amtsgebiet ist vorwiegend landwirtschaftlich ausgerichtet, der Tourismus spielt aber eine immer größere Rolle – auf Hiddensee ist er Haupterwerbsquelle. Im Süden hat das Amt West-Rügen einen Anteil am  Strelasund, gegenüber der Stadt Stralsund, mit der Rügen durch den Rügendamm verbunden ist. Große Teile des Amtsgebietes sind Teil des Nationalparks Vorpommersche Boddenlandschaft.
Im Süden durchqueren die Bundesstraße 96 sowie die Bahnlinie Stralsund–Sassnitz das Amtsgebiet.

## Die Gemeinden mit ihren Ortsteilen
- Altefähr mit Barnkevitz, Grahlhof, Jarkvitz, Klein Bandelvitz, Kransdorf, Poppelvitz und Scharpitz
- Dreschvitz mit Bußvitz, Dußvitz, Güttin, Insel Liebitz (unbewohnt), Landow, Mölln, Ralow und Rugenhof
- Gingst mit Güstin, Haidhof, Kapelle, Malkvitz, Presnitz, Teschvitz und Volsvitz
- Insel Hiddensee mit Grieben, Kloster, Neuendorf und Vitte
- Kluis mit Gagern, Pansevitz und Silenz
- Neuenkirchen mit Breetz, Grubnow, Laase, Lebbin, Liddow, Moor, Moritzhagen, Neuendorf, Reetz, Tribbevitz, Vieregge und Zessin
- Rambin mit Bessin, Breesen, Drammendorf, Götemitz, Grabitz, Kasselvitz, Rothenkirchen und Sellentin
- Samtens mit Berglase, Dönkvitz, Frankenthal, Muhlitz, Natzevitz, Negast, Sehrow, Stönkvitz, Tolkmitz und Zirkow Hof
- Schaprode mit Charlottendorf, Granskevitz, Insel Öhe, Lehsten, Neuholstein, Poggenhof, Retelitz, Seehof, Streu und Udars
- Trent mit Fischersiedlung, Freesen, Ganschvitz, Grosow, Holstenhagen, Jabelitz, Libnitz, Tribkevitz, Vaschvitz, Venz und Zubzow
- Ummanz mit Dubkevitz, Freesenort, Groß Kubitz, Haide, Lieschow, Lüßvitz, Moordorf, Mursewiek, Suhrendorf, Tankow, Unrow, Varbelvitz, Waase und Wusse sowie der Insel Heuwiese

## Belege
1. ↑  Statistisches Amt M-V – Bevölkerungsstand der Kreise, Ämter und Gemeinden 2023 (XLS-Datei) (Amtliche Einwohnerzahlen in Fortschreibung des Zensus 2011) (Hilfe dazu).